# Anthon Olsen
Ole Anthon Olsen (ur. 13 września 1889 w Kopenhadze, zm. 17 marca 1972 w Gentofte) – duński piłkarz występujący podczas kariery na pozycji napastnika.
Srebrny medalista z Letnich Igrzysk Olimpijskich 1912 ze Sztokholmu. Dania przegrała dopiero w finale z Wielką Brytanią. Był najlepszym strzelcem swojej drużyny – zdobył łącznie 7 bramek.
Całą karierę klubową spędził w Boldklubben af 1893.